# Soatris Island
Soatris Island (englisch; bulgarisch остров Соатрис ostrow Soatris) ist eine in ostsüdost-westnordwestlicher Ausrichtung 400 m lange und 200 m breite Felseninsel vor der nordwestlichen Küste der Pasteur-Halbinsel der Brabant-Insel im Palmer-Archipel vor der Westküste der Antarktischen Halbinsel. Sie liegt 5 km westsüdwestlich des Kap Roux, 0,8 km nördlich des Metchnikoff Point und 9,6 km nördlich bis östlich des Claude Point.
Britische Wissenschaftler kartierten sie 1980 und 2008. Die bulgarische Kommission für Antarktische Geographische Namen benannte sie 2015 nach der antiken römischen Siedlung Soatris im Nordosten Bulgariens.